# Baixada del riu Bullent

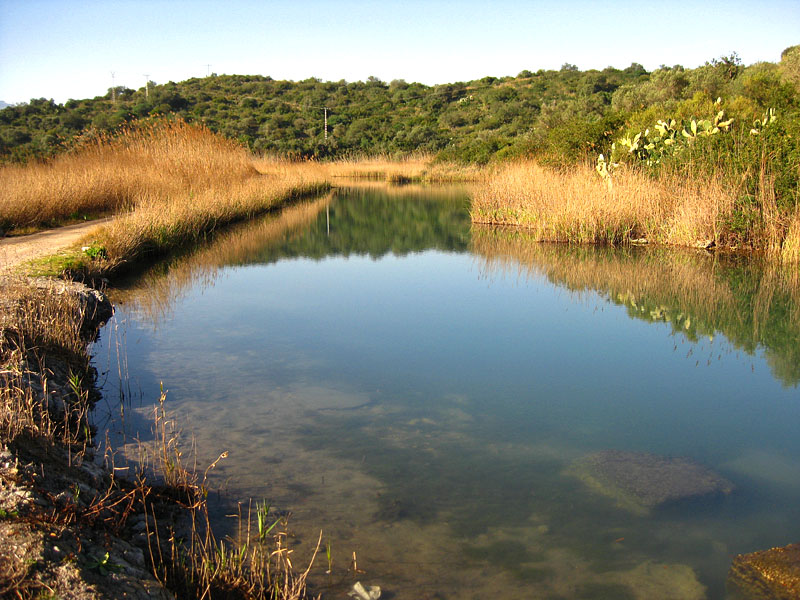
El riu Bullent

La Baixada del riu Bullent, coneguda com a la Baixà, és una festa popular celebrada al riu Bullent, al nord-est del municipi valencià de Pego, a la Marina Alta. Es tracta d'una prova que és alhora còmica i competitiva, en la qual els participants intenten navegar pel riu en embarcacions fabricades per ells mateixos de manera casolana, utilitzant andròmines i trastos. Es du a terme el cap de setmana anterior al de Carnestoltes.
Una de les peculiaritats de la festa actual és que els participants han d'acudir disfressats, encara que no és un requisit indispensable. La creativitat i l'originalitat tant de les embarcacions com de les disfresses són motiu de recompensa.
La competició té com a objectiu la retirada de residus i la neteja general del curs del riu Bullent. Per aquest motiu, durant el recorregut, cada embarcació té el deure d'anar acumulant restes o escombraries que no pertanyen de forma natural a la Marjal de Pego-Oliva. És una iniciativa que ofereix visibilitat al Parc Natural de la Marjal i intenta conscienciar els concursants i espectadors sobre la cura i respecte per la natura.
La baixada ha aconseguit cert renom en la comarca i més enllà, ja que diversos periòdics valencians se n'han fet ressò, com ara Levante-EMV, el diari alacantí Información o el propi de la comarca LaMarinaAlta.com.
Pego és un de quatre municipis catalanoparlants que celebren Carnestoltes amb baixades d'andromines. Els altres són Lleida, Tarragona i Cunit.

## Origen de la festa
La Baixada del Riu Bullent va iniciar el seu camí el 1985, quan un grup d'amics va decidir impulsar la iniciativa com a reunió el cap de setmana abans de Carnestoltes. Tot i això, el que va motivar l'esdeveniment va ser la voluntat de revitalitzar d'alguna manera una de les seves senyes d'identitat, la Marjal de Pego-Oliva.
En aquella època, amb l'abandó dels camps d'arròs, l'actual Parc Natural es trobava brut i en les hores més baixes, una qüestió que va indignar d'alguna manera aquells joves. Es podria dir que ells van ser el primer grup ecologista del municipi, ja que la seva intenció era netejar el riu Bullent de fem mentre passaven el dia entre amics.
Per aquest motiu, a través de la ràdio lliure de Pego, on el grup d'amics emetia el seu programa, van anunciar que farien la Baixada del Riu Bullent. Amb aquesta intenció, van comprar una de les barques emprades antigament als camps d'arròs i, el primer any, van iniciar l'esdeveniment només entre ells. Així va ser com es va forjar la idea que després reuniria molts més grups.
Tot i que l'origen de la tradició no és iniciativa de l'Ajuntament de Pego, amb els anys la festa ha adquirit una notorietat tan gran que el consistori ha assumit l'organització de l'esdeveniment. Per això, anualment es publiquen unes bases a seguir per inscriure's a la competició.